# Waldeck (Adelsgeschlecht, Schwarzwald)
Die Herren von Waldeck waren ein Adelsgeschlecht, das im 12. Jahrhundert im Südschwarzwald nachgewiesen ist.
Der umfangreiche Besitz der Familie vor allem im Kleinen Wiesental mit den Burgen Alt-Waldeck und Neu-Waldeck und im Oberen Wiesental geht wahrscheinlich auf ihre Abstammung von einem Zweig der Hessonen zurück. In der ersten Hälfte des 12. Jahrhunderts schenkten zwei Zweige der Familie den Großteil ihres Besitzes an das Kloster St. Blasien und das Bistum Basel, die mutmaßlich letzte urkundliche Erwähnung eines Familienmitgliedes datiert aus dem Jahr 1166.

## Geschichte
Das wahrscheinlich älteste bekannte Familienmitglied der Herren von Waldeck war Wernher, der als Edelherr in einer Urkunde von 1168 erwähnt wird. Die Urkunde bezieht sich allerdings auf deutlich in der Vergangenheit liegende Rechtsgeschäfte, Wernher dürfte vor oder um 1050 geboren sein. Gemäß der Urkunde war er gemeinsam mit drei anderen Adligen (Eberhard von Eichstetten, Adilgoz von Wehr und Seliger von Grenchen) Mitglied einer Erbengemeinschaft, die das Gebiet um Schönau im oberen Wiesental unter sich aufgeteilt hatte. Wahrscheinlich waren die vier genannten Adeligen alle Söhne oder Schwiegersöhne eines Erblassers, der die Erschließung und Rodung des Gebietes vorangetrieben hatte. Aus derselben Urkunde ergibt sich, dass Wernher von Waldeck einen Bruder namens Liutfried hatte. Über Liutfried kam ein Teil seines Besitzes in Schönau an dessen Sohn Walcho von Waldeck. Da dieser aber nur einen Teil von Wernhers ursprünglichem Anteil erhielt, könnte Wernher noch einen weiteren Bruder oder einen Sohn gehabt haben. Denkbar ist aber auch, dass Liutfried einen weiteren Sohn hatte. Der wahrscheinlichere Fall ist, dass Wernher einen Sohn hatte, für den Überlegungen aufgrund von lokalen Ortsnamen ebenfalls den Namen Wernher nahelegen. Die Familie könnte in diesem Fall in eine durch den älteren Wernher begründete ältere Linie und eine durch Liutfried begründete jüngere Linie aufgeteilt werden, die Aufteilung erfolgte wohl zugleich mit der Aufteilung bei Rodungs- und Erschließungsvorgängen.
Walcho von Waldeck wurde 1113 mehrfach urkundlich erwähnt. Am 7. April schenkte er mit Zustimmung seiner Frau Mechtild und seines Sohnes Gerung fast seinen gesamten Besitz dem Kloster St. Blasien. Genannt wurden Besitzungen und Güter in Hägelberg, Tüllingen, Riehen, Wenkenhof, Leidikon, Obernbasel, Brombach, Blansingen, Rheinweiler, Welmlingen, Efringen, Fahrnau, Raitbach, Atzenbach, Hepschingen, Schönau, Ried, Gresgen, Schweigmatt, Hügelheim, Ebingen, Tailfingen und Neuweiler. Lediglich in Steinen behielt sich Walcho 3 Jucharte vor. Ebenfalls an das Kloster St. Blasien kam Besitz Walchos in Schönau, wobei nicht ganz klar ist, ob dies in der Urkunde vom 7. April 1113 schon enthalten ist oder ob in zeitlicher Nähe noch eine weitere Schenkung getätigt wurde. Die Urkunde selbst gibt Walchos Frömmigkeit und Gottesfürchtigkeit als Grund für seine Schenkung an, und aus späteren Urkunden ergibt sich, dass Walcho wahrscheinlich bei dieser Schenkung als Laienbruder ins Kloster eintrat. Er erschien 1113 nochmals als Zeuge bei der Weihe des Klosters St. Peter und starb wohl vor 1126. Noch vor seiner Schenkung, im Februar 1113, ist außerdem ein „Walcho von Staina“ als Zeuge bei einer Schenkung belegt. Die äußeren Umstände dieser Schenkung und Walchos Besitz in Steinen lassen vermuten, dass dieser identisch mit Walcho von Waldeck war. Über Walchos Sohn Gerung ist wenig bekannt. Eine spätere sanblasische Quelle besagt, sein Verbleib sei nicht bekannt, doch erscheint ein Mönch Gerung 1130 und 1141 als Zeuge in Urkunden des Klosters St. Blasien. Möglicherweise ist Gerung also auch in das Kloster eingetreten, und zwar als Vollmönch und nicht als Konverse wie sein Vater.
Walchos Schenkung führte jedoch schon 1113/14 zu Rechtsstreitigkeiten, denn der Pfarrer von Tegernau im Kleinen Wiesental erhob Zehntansprüche auf die um Schönau im Oberen Wiesental gelegenen Güter, die nun dem Kloster St. Blasien gehörten. Im Dezember 1114 unterlag der Pfarrer von Tegernau, doch der Rechtsstreit wurde weitergeführt und erst 1168 endgültig durch einen Vergleich entschieden.
1139 erschienen mit Trutwin und Heinrich von Waldeck zwei weitere Familienangehörige als Zeugen in einer Urkunde. Beide wurden außerdem 1149 in einer Urkunde König Konrads III. erwähnt, die dem Bistum Basel den Besitz der ihm von Trutwin und Heinrich geschenkten Burgen Alt- und Neu-Waldeck bestätigte. Diese Schenkung erfolgte wohl um 1147, wobei die Schenker die Burgen vielleicht sofort wieder vom Bistum zu Lehen erhielten. Trutwin erschien als Zeuge außerdem noch etwa 1147, Heinrich mutmaßlich nochmals 1166 als Vogt der Kirche von Tegernau. Trutwin und Heinrich können wahrscheinlich als Brüder angesehen werden sowie als Enkel des urkundlich nicht fassbaren jüngeren Wernher. Mit ihnen scheint auch die ältere Linie des Geschlechts ausgestorben zu sein.
Insgesamt können die folgenden Generationen der Familie angenommen werden:
|         |         |         |         |                 |                 |                 |                 |                 |                 |          |          |           |           |           |           |           |           |  |  |            |            |            |            |            |            |  |  |  |  |  |  |  |  |  |  |  |  |
|         |         |         |         |                 |                 |                 |                 |                 |                 |          |          |           |           |           |           |           |           |  |  |            |            |            |            |            |            |  |  |  |  |  |  |  |  |  |  |  |  |
|         |         |         |         | Wernher         | Wernher         | Wernher         | Wernher         | Wernher         | Wernher         |          |          | Liutfried | Liutfried | Liutfried | Liutfried | Liutfried | Liutfried |  |  |            |            |            |            |            |            |  |  |  |  |  |  |  |  |  |  |  |  |
|         |         |         |         | Wernher         | Wernher         | Wernher         | Wernher         | Wernher         | Wernher         |          |          | Liutfried | Liutfried | Liutfried | Liutfried | Liutfried | Liutfried |  |  |            |            |            |            |            |            |  |  |  |  |  |  |  |  |  |  |  |  |
|         |         |         |         | Wernher (II.) ? | Wernher (II.) ? | Wernher (II.) ? | Wernher (II.) ? | Wernher (II.) ? | Wernher (II.) ? |          |          | Walcho    | Walcho    | Walcho    | Walcho    | Walcho    | Walcho    |  |  | Maechthild | Maechthild | Maechthild | Maechthild | Maechthild | Maechthild |  |  |  |  |  |  |  |  |  |  |  |  |
|         |         |         |         | Wernher (II.) ? | Wernher (II.) ? | Wernher (II.) ? | Wernher (II.) ? | Wernher (II.) ? | Wernher (II.) ? |          |          | Walcho    | Walcho    | Walcho    | Walcho    | Walcho    | Walcho    |  |  | Maechthild | Maechthild | Maechthild | Maechthild | Maechthild | Maechthild |  |  |  |  |  |  |  |  |  |  |  |  |
|         |         |         |         |                 |                 |                 |                 |                 |                 |          |          |           |           |           |           |           |           |  |  |            |            |            |            |            |            |  |  |  |  |  |  |  |  |  |  |  |  |
|         |         |         |         | N.N.            | N.N.            | N.N.            | N.N.            | N.N.            | N.N.            |          |          | Gerung    | Gerung    | Gerung    | Gerung    | Gerung    | Gerung    |  |  |            |            |            |            |            |            |  |  |  |  |  |  |  |  |  |  |  |  |
|         |         |         |         | N.N.            | N.N.            | N.N.            | N.N.            | N.N.            | N.N.            |          |          | Gerung    | Gerung    | Gerung    | Gerung    | Gerung    | Gerung    |  |  |            |            |            |            |            |            |  |  |  |  |  |  |  |  |  |  |  |  |
|         |         |         |         |                 |                 |                 |                 |                 |                 |          |          |           |           |           |           |           |           |  |  |            |            |            |            |            |            |  |  |  |  |  |  |  |  |  |  |  |  |
| Trutwin | Trutwin | Trutwin | Trutwin | Trutwin         | Trutwin         |                 |                 | Heinrich        | Heinrich        | Heinrich | Heinrich | Heinrich  | Heinrich  |           |           |           |           |  |  |            |            |            |            |            |            |  |  |  |  |  |  |  |  |  |  |  |  |

## Besitz und Herkunft

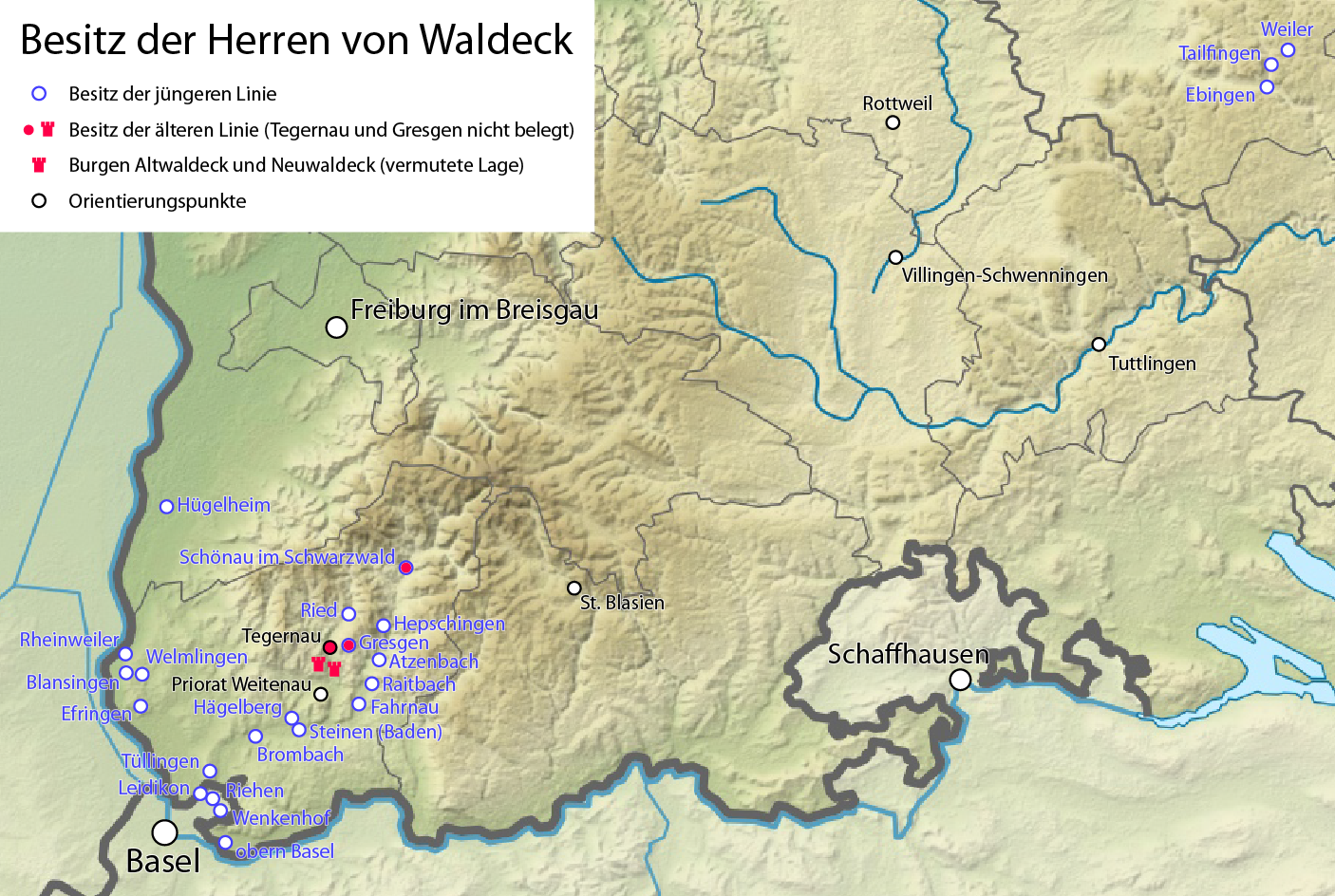
Besitz der Herren von Waldeck

Der von Walcho von Waldeck 1113 geschenkte Besitz lag fast gänzlich im heutigen Landkreis Lörrach und hatte einen Schwerpunkt im Kleinen und Oberen Wiesental, Teile lagen aber auch im Altsiedelland in Rheinnähe. Etwas abseits lagen Güter in den drei im heutigen Zollernalbkreis gelegenen Orten Tailfingen, Ebingen und Neuweiler. Der Besitz von Trutwin und Heinrich von Waldeck wird bei ihrer Schenkung an das Bistum Basel nicht genau erwähnt; die beiden Burgen Alt- und Neu-Waldeck standen jedoch ebenfalls im Kleinen Wiesental, und die mutmaßliche Vogtei Heinrichs über die Kirche in Tegernau legt nahe, dass diese und mit ihnen auch Dorf und Gericht ebenfalls ihnen gehörten. Denkbar wäre außerdem weiterer Besitz in Gresgen. Insgesamt gehörten die Herren von Waldeck damit wahrscheinlich „zu den wohlhabenderen Familien im südlichen Breisgau“.
Die Besitzschwerpunkte legen nahe, dass die jüngere Linie um Liutfried und Walcho vor allem die Kolonisation des Oberen Wiesentals vorantrieb, während die ältere Linie sich mehr auf das Kleine Wiesental konzentrierte.
Die geographische Verteilung des Besitzes von Walcho, mit vereinzelten Gütern im Altsiedelland und bei Albstadt und einer Konzentration im Kolonisationsgebiet des Südschwarzwalds legt eine Abstammung von den Hessonen (auch „Hesso-Dietrich-Sippe“ oder „Hesso-Lampert-Sippe“) nahe. Die offenbare Verwandtschaftsbeziehung mit den Herren von Eichstetten bekräftigt dies noch weiter. Daneben liegen offenbar auch Verbindungen zu den Habsburgern vor: Wie auch Walcho von Waldeck hatte ein Rudolf von Habsburg im 11. Jahrhundert Besitz sowohl bei Ebingen und Tailfingen als auch im südlichen Breisgau. Der Name Wernher findet sich außerdem zum gleichen Zeitpunkt im Namensgut beider Familien.
Besitznachfolger der Familie nach ihrem Aussterben waren natürlich die beiden beschenkten kirchlichen Institutionen St. Blasien und Basel. Noch verbliebener, von den Schenkungen nicht betroffener Besitz könnte außerdem an die Röttler und hier vor allem an ihre Seitenlinie der Rotenberger gekommen sein. Dabei handelte es sich wahrscheinlich um Herrschaftsrechte in Gresgen und die um Tegernau gelegenen Besitzungen mit mehreren Weilern und Dorf, Dinghof und Kirchenvogtei Tegernau, vielleicht auch die Burgen Neu- und Altwaldeck mit Zubehörden als Basler Lehen. Wie genau die Herren von Rötteln zu Erben der Waldeckern wurden, ist noch unklar. Zwar gehen beide Familien auf die Hesso-Dietrich-Sippe zurück, doch dies allein würde ein Erben der Röttler wahrscheinlich nicht erklären, eine spätere Heiratsverbindung der beiden Familien ist deswegen wahrscheinlich; Auch erscheinen die letzten Waldecker Herren Trutwin und Heinrich mehrmals als Zeugen mit Dietrich von Rötteln. Wenn es eine Heiratsverbindung gab, geschah sie wahrscheinlich noch bevor sich die Röttler in die gleichnamige Hauptlinie und die Seitenlinie derer von Rotenberg aufteilten; der ererbte Besitz im Kleinen Wiesental kam dann bei dieser Linienteilung offenbar zum größten Teil an die Rotenberger.
Kleinere Reste des waldeckischen Besitzes bei Schönau könnten darüber hinaus an das Kloster St. Trudpert im Münstertal gekommen sein.

## Die Herren von Waldeck im lokalen Machtgefüge
In die Zeit der Herren von Waldeck fällt eine ausgeprägte Konkurrenzsituation zwischen den Zähringern und dem Bistum Basel, die auch auf den lokalen Adel Auswirkungen hatte und zu Gruppenbildungen führte. Die Waldecker scheinen dabei eher dem Umfeld des Basler Bistums zugeordnet werden zu können. Walchos Schenkung 1113 an das Kloster St. Blasien geschah zu einem Zeitpunkt, als dieses noch von einem Adligen bevogtet wurde, der vom Stift Basel bestellt wurde. Walcho erscheint im gleichen Jahr auch als Zeuge bei einer Schenkung an das Bistum Basel. In den Jahren danach kam es zu einem Konflikt zwischen St. Blasien und Basel und 1125 sprach Kaiser Heinrich V. dem Kloster die freie Vogtswahl zu, woraufhin das Kloster Konrad von Zähringen zum Vogt wählte. Die nächste Schenkung der Herren von Waldeck an eine geistliche Institution erfolgte dann um 1149 direkt an das Bistum Basel, was wiederum auf eine Distanz zu den Zähringern hinweisen könnte. Ebenso auf eine solche deutet das Zeugnis Trutwins und Heinrichs 1139 anlässlich einer Schenkung an das Kloster St. Ulrich im Schwarzwald hin; die meisten dort erscheinenden Zeugen werden in der Forschung als nicht dem Zähringerumfeld angehörig, teilweise sogar offen zähringerfeindlich angesehen.

## Burgen

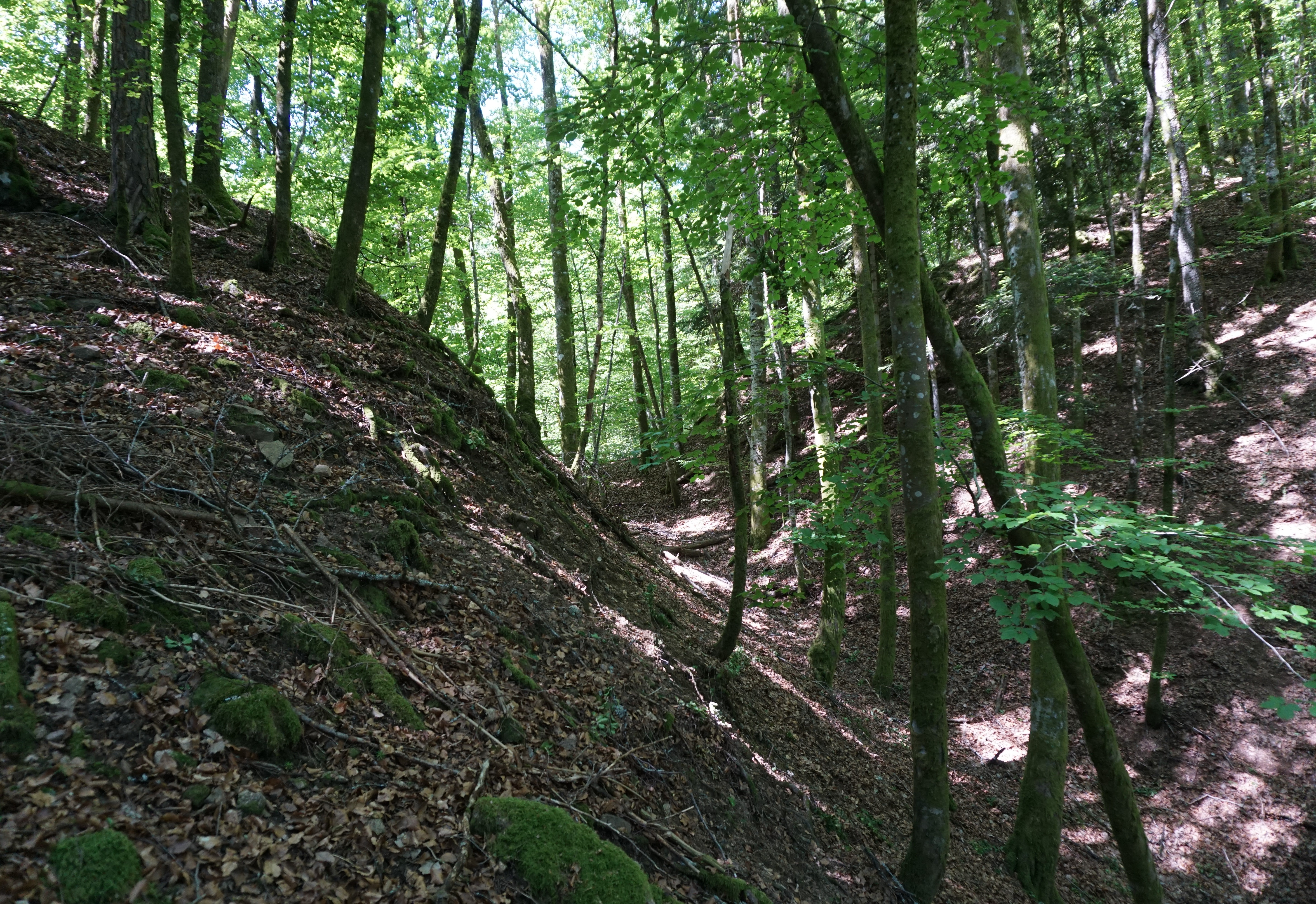
Halsgraben der Krandelburg bei Tegernau
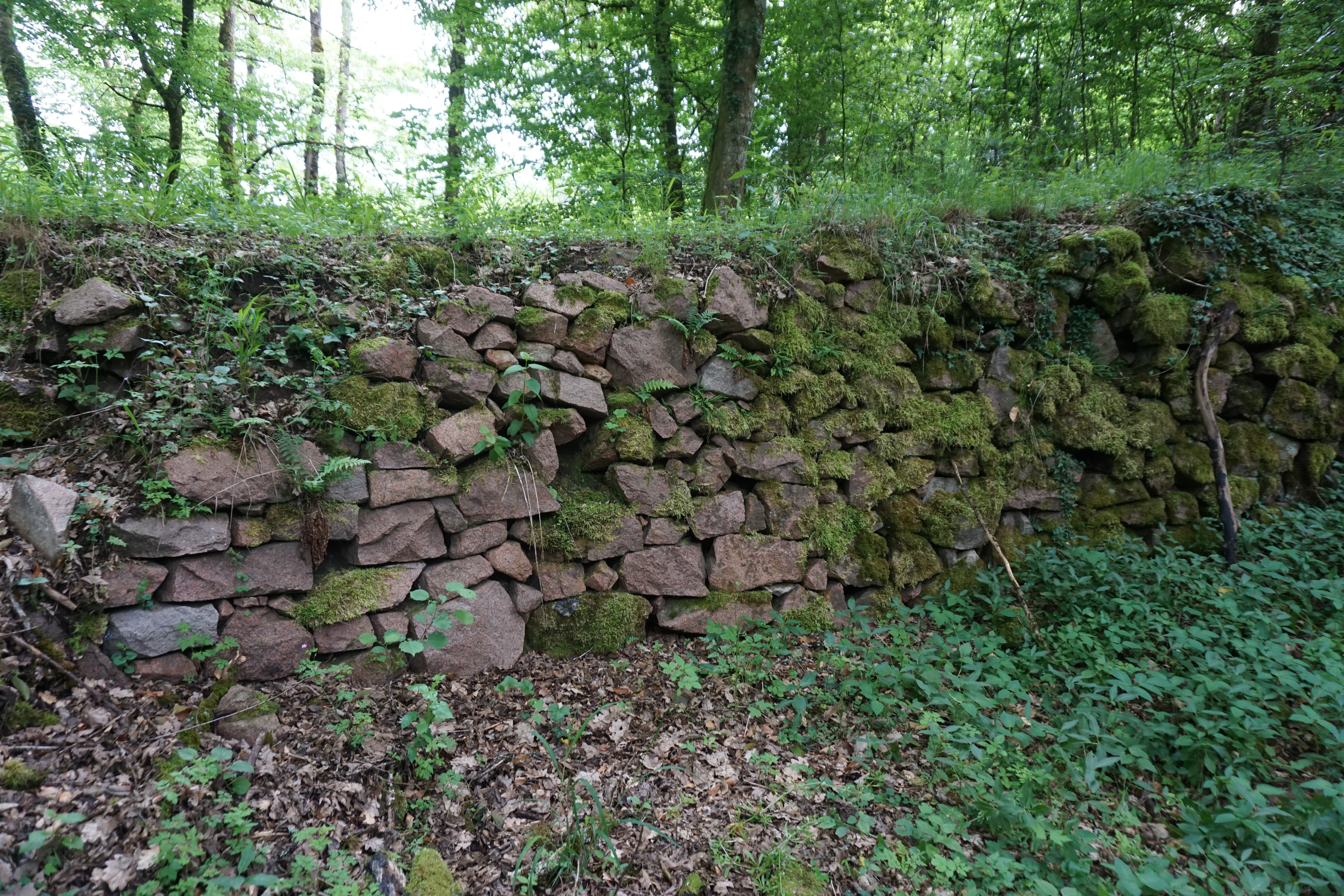
Mauerreste von „Schloss Tegernau“
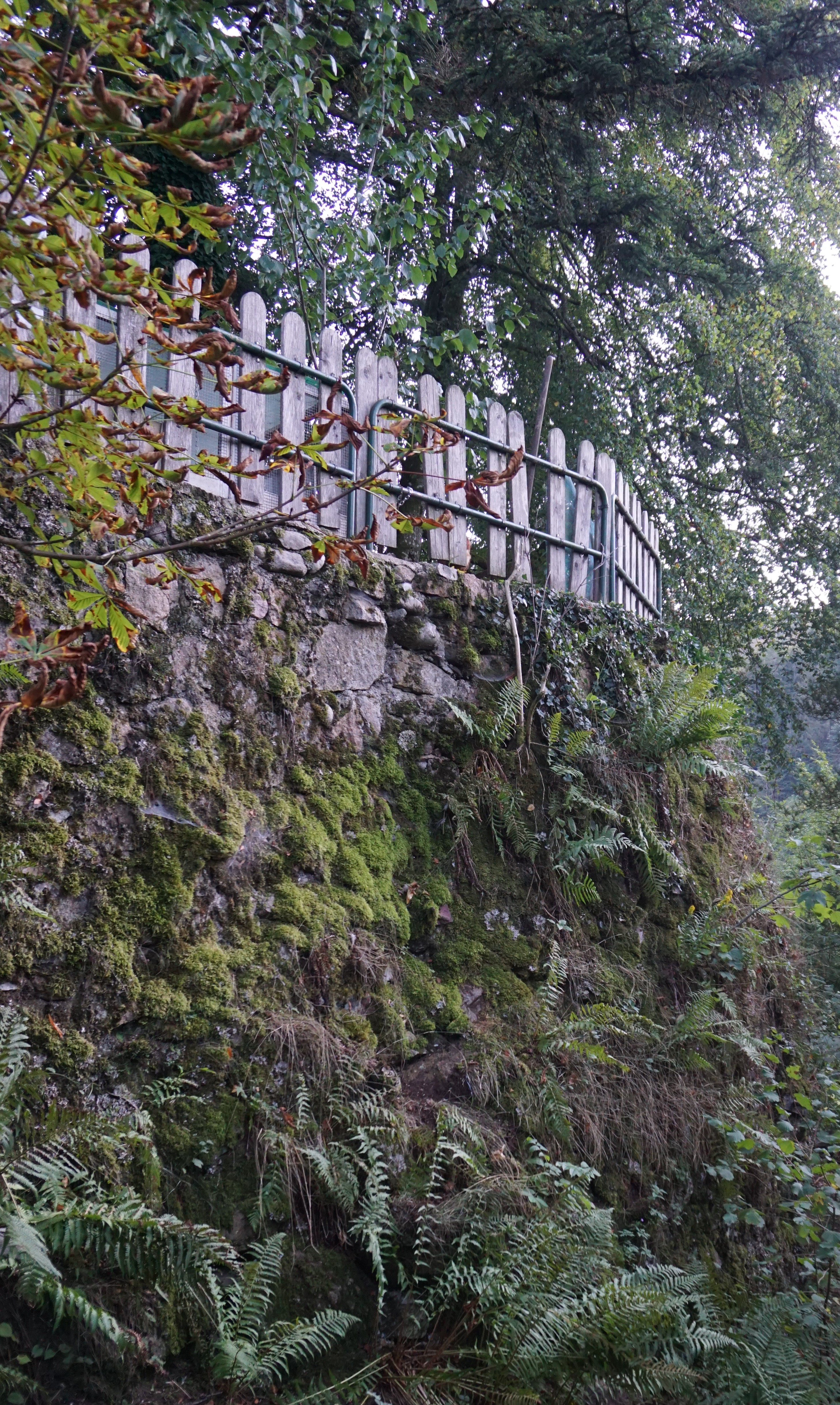
Mögliche Mauerreste der Burg bei Bürchau
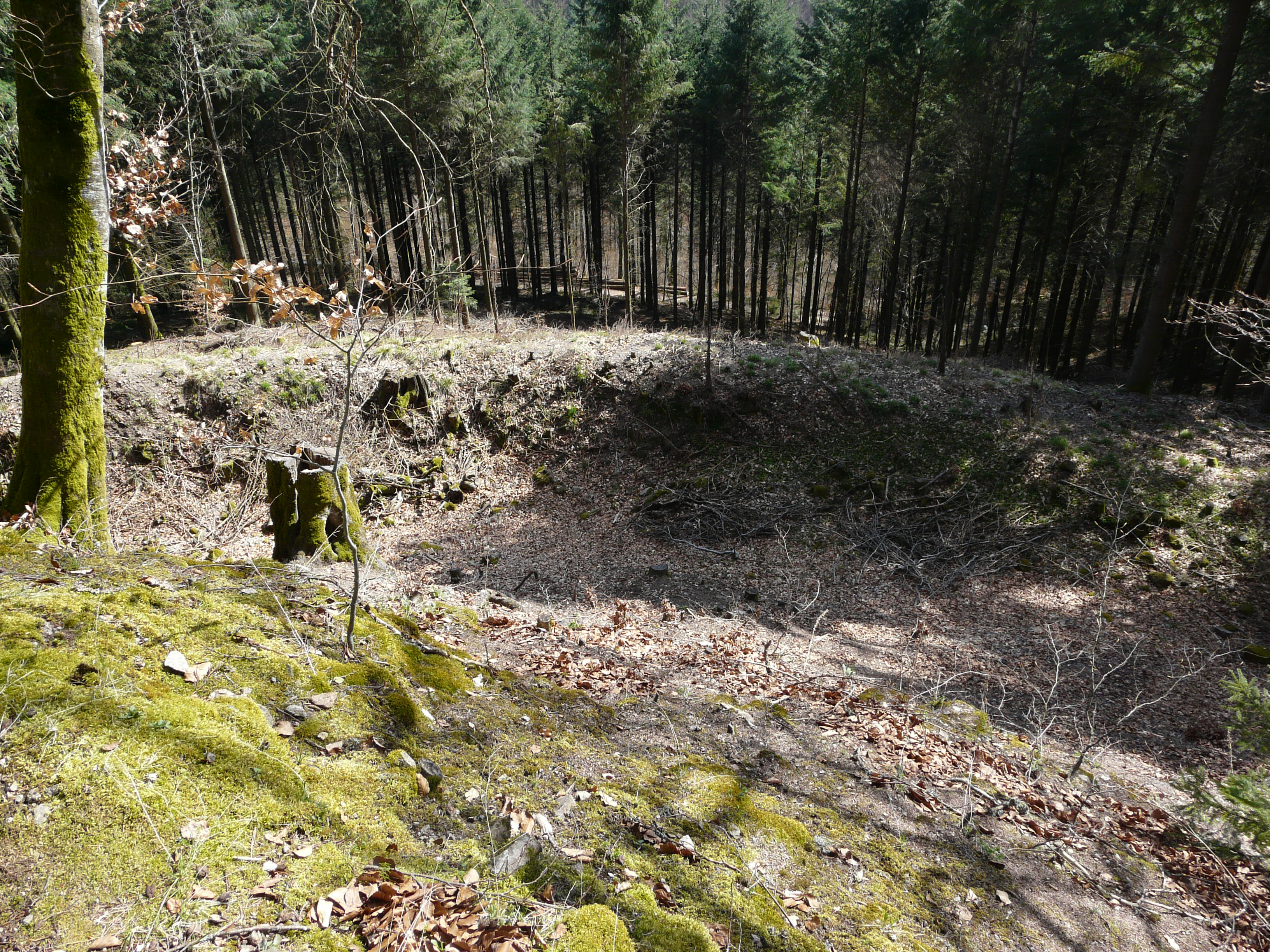
Ringwall der Rotenburg bei Wieslet

Mit Alt- und Neu-Waldeck werden zwei Burgen der Familie 1149 urkundlich erwähnt. Im mutmaßlichen Erschließungsgebiet der Herren von Waldeck finden sich jedoch Hinweise auf vier Burgstellen: ein „Kastell“ bei Bürchau (Bürchauer Burg), der „Burstell“ bei Raich und zwei abgegangene Burgen bei Tegernau, die heute als „Schloss Tegernau“ und „Krandelburg“ bekannt sind. Gemäß einer Quelle aus dem 16. Jahrhundert muss mindestens eine der beiden Waldecker Burgen bei Tegernau gelegen haben. Burg Alt-Waldeck wurde dagegen lange auf dem „Burstell“ bei Raich-Hohenegg verortet, was aber von Werner Meyer kritisiert wurde. Meyer schlug dagegen vor, sowohl Alt- und Neu-Waldeck bei Tegernau anzunehmen. Klaus Schubring stimmte dem zu. Aus einer Lehensbeschreibung aus dem 15. Jahrhundert, in der Alt-Waldeck als Ortsangabe verwendet wird, schloss er, dass das näher am Ort Tegernau gelegene „Schloss Tegernau“ Neu-Waldeck war, während die weiter südlich gelegene „Krandelburg“ früher Alt-Waldeck hieß. Die beiden Burgen wurden wahrscheinlich in der gleichen Epoche erbaut und längere Zeit nebeneinander benutzt. Keramikfunde von der Krandelburg/Alt-Waldeck wurden auf das 10. und 11. Jahrhundert datiert, solche von Schloss Tegernau/Neu-Waldeck auf das 10. bis 13. Jahrhundert. Heute sind von beiden Burgen nur noch Halsgräben und Wall- und Mauerreste vorhanden. Ob die beiden abgegangenen Burgen bei Bürchau und Raich-Burstell auch auf die Herren von Waldeck zurückgehen, ist unklar, aber im Bereich des Möglichen.
Eine weitere mögliche Burg, die auf die Herren von Waldeck zurückgehen könnte, ist die Rotenburg bei zwischen Niedertegernau und Wieslet. Diese Burg wird Mitte des 13. Jahrhunderts urkundlich erwähnt und befand sich zu diesem Zeitpunkt im Besitz der Herren von Rotenberg, einer Seitenlinie der Herren von Rötteln. Die frühe Geschichte dieser kleinen Burganlage ist noch unbekannt, erbaut wurde sie wohl erst in der Zeit ab dem Jahr 1200, wie aus der Art des Mauerwerkes der Kernburg zu erkennen ist. Keramikfunde deuten allerdings auf einen älteren Vorgängerbau aus dem 11. Jahrhundert hin, zu dem möglicherweise die Wallanlagen gehörten, die sich um den Burghügel ziehen. Als Erbauer der ersten Anlage kämen deswegen auch die Herren von Waldeck in Betracht.
Es gibt damit vier abgegangene Burgen und eine angenommene Burgstelle im Kleinen Wiesental die als mögliche Standorte der beiden Waldecker Burgen in Frage kommen. Nachfolgende Tabelle gibt einen Überblick über die Vielzahl der Hypothesen.
| Mögliche Standorte der Burgen Alt- und Neu-Waldeck | Mögliche Standorte der Burgen Alt- und Neu-Waldeck | Mögliche Standorte der Burgen Alt- und Neu-Waldeck | Mögliche Standorte der Burgen Alt- und Neu-Waldeck      |
| Burgstall                                          | Alt-Waldeck                                        | Neu-Waldeck                                        | Anmerkungen                                             |
| -------------------------------------------------- | -------------------------------------------------- | -------------------------------------------------- | ------------------------------------------------------- |
| Krandelburg                                        | X                                                  | X                                                  |                                                         |
| Schloss Tegernau                                   | X                                                  | X                                                  |                                                         |
| Bürchauer Burg                                     |                                                    | X                                                  | Burgstelle erst 2020 entdeckt                           |
| Burgruine Rotenburg                                | X                                                  |                                                    | gemeint ist eine ältere Vorgängerburg am gleichen Platz |
| Burstel Raich                                      | X                                                  |                                                    | Burgstelle nicht nachgewiesen, nur Ortsname             |

## Wappen

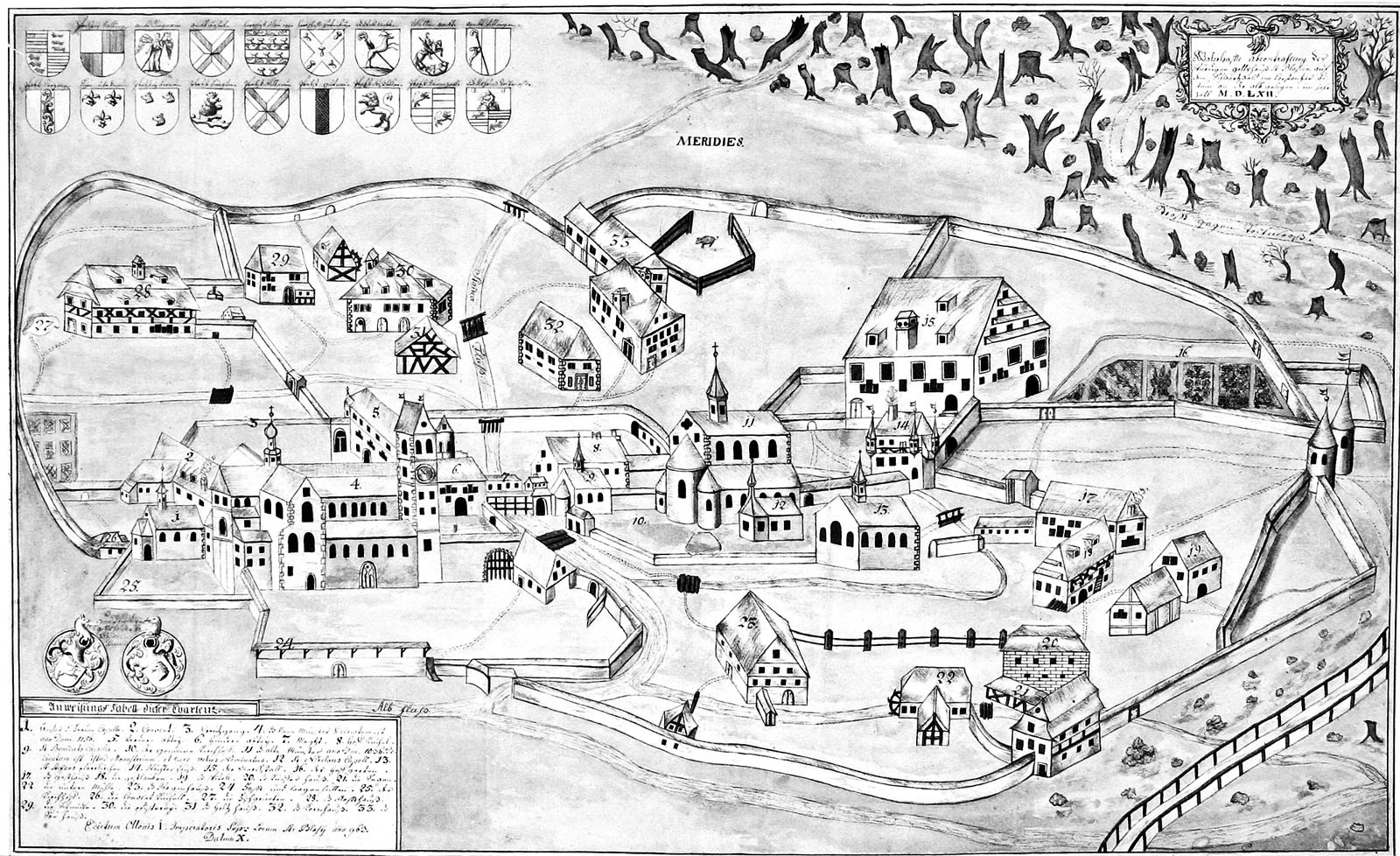
Ansicht des Klosters St. Blasien um 1562. An vierter Stelle in der ersten Reihe das Walcho von Waldeck zugeschriebene Wappen des „Baselamtes“.

Eine direkte Überlieferung des Wappens der Herren von Waldeck gibt es nicht. Gemäß späteren sanblasischen Quellen zeigte das Wappen von Walcho von Waldeck ein schwarzes Andreaskreuz auf goldenem Grund. Dieses Wappen wurde vom Kloster auch für seine um Basel gelegenen Besitzungen („Baselamt“) benutzt, die zu großen Teilen auf Walchos Schenkung zurückgingen. Ob Walcho tatsächlich ein solches Wappen führte, ist jedoch zweifelhaft, denn zu seiner Lebenszeit im frühen 12. Jahrhundert waren adelige Wappen noch nicht die Norm.